# Colleen Green
Colleen Green (23 de octubre de 1984) es una cantante con base en Los Ángeles, California. Actualmente es parte del catálogo del sello Hardly Art.

## Carrera
Green liberó su primer álbum, Milo Goes To Compton en 2011 a través de Art Fag en formato casete. En 2013, tras firmar con Hardly Art, llama la atención de la crítica con Sock It To Me.  Su tercer largo lanzado en 2015, I Want To Grow Up, contó con una producción más acabada y por primera vez en formato banda, consiguiendo nuevamente excelentes críticas. Durante el 2021 anunció Cool, su más reciente álbum a estrenarse en septiembre a través de Hardly Art.